# Павлово (Вяземский район)
Па́влово — деревня в Смоленской области России, в Вяземском районе. Население —  1 житель (2007). Расположена в восточной части области  в 20 км к северо-западу от районного центра, у автодороги Вязьма — Холм-Жирковский. Входит в состав Масловского сельского поселения.

## История
В октябре 1941 года в районе деревни шли ожесточённые бои (см. Московская битва). Здесь войска 24-й армии Резервного фронта пытались вырваться из окружения (так называемого «Вяземского котла»). В деревне располагалось артиллерийское подразделение гитлеровской армии.